# Sveinn Björnsson
Sveinn Björnsson, född 27 februari 1881 i Köpenhamn, död 25 januari 1952, var Islands förste president mellan åren 1944 och 1952. Han var tidigare också ledamot av Reykjaviks kommunala stadsstyre.
Sveinn föddes i Köpenhamn, Danmark och föräldrarna var Björn Jónsson (som en tid var statsråd i den isländska regeringen) och Elísabet Sveinsdóttir. Från 1914 till 1916 och igen år 1920 var han ledamot av det isländska alltinget och efter att Island fick självstyre från Danmark år 1918 (bortsett från utrikesärenden) som Kungariket Island var han sändebud i Danmark från år 1920 till 1924 och senare 1926 till 1940.
Den tyska ockupationen av Danmark den 9 april 1940 gjorde full självständighet möjlig för Island, som inte längre hade någon förbindelse med Danmark på grund av kriget. Sveinn valdes då av alltinget till riksföreståndare (ríkisstjóri) tre gånger från 1941 till 1943 och hade under denna tid statschefens befogenheter, det vill säga samma rättigheter som kung Kristian X hade på Island.
Då Island slutligen definitivt förklarade sig oberoende som en fullt självständig suverän republik den 17 juni 1944, valde Alltinget honom på Þingvellir till landets förste president i ett år. 1945 valde folket honom i enlighet med Islands första författning till president i ytterligare fyra år och 1949 valdes han om för ytterligare en mandatperiod fram till 1953. Han avled 25 januari 1952 i Reykjavik knappt ett och ett halvt år innan hans ämbetsperiod skulle avslutas. Presidentval hölls senare under sommaren samma år och en ny president tillträdde drygt ett halvår senare den 1 augusti, som enligt författningen är den normala tillträdesdagen för presidenten. I mellanperioden sköttes presidentens uppgifter av ett tremannaråd.